# Александрия (ЮАР)

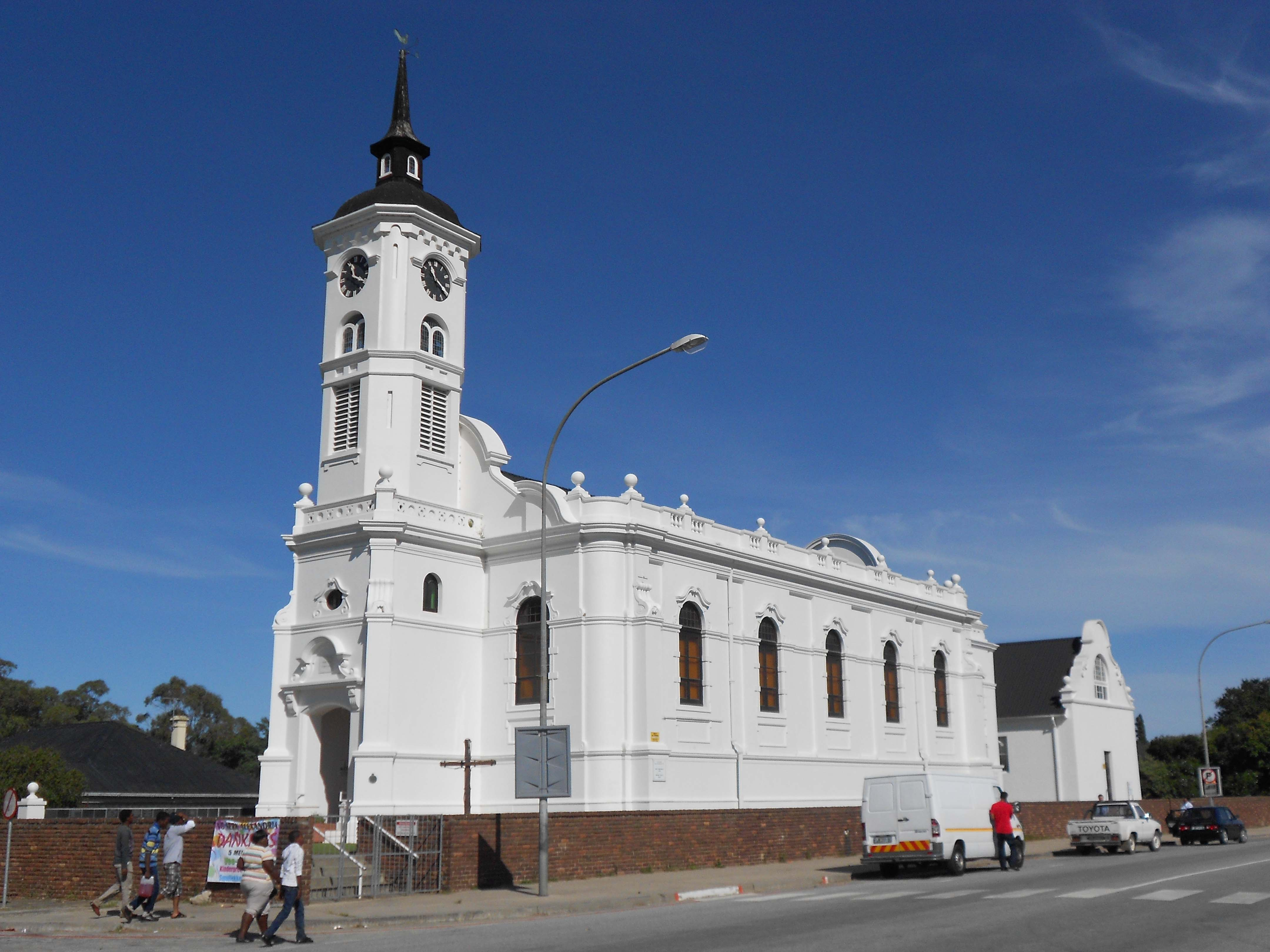
Реформированная голландская церковь в Александрии — городская достопримечательность

Александрия (африк. Alexandria) — небольшой городок с преимущественно фермерским населением в Восточной Капской провинции ЮАР. Расположен в 100 километрах к северо-востоку от Порт-Элизабет по дороге к устью Бушменской реки, Кентон-он-Си и Порт-Альфреду. Александрия входит в состав муниципалитета Ндламбе округа Какаду Восточной Капской провинции.
Город основали в XVIII веке переселенцы из Голландии. В 1856 году он получил нынешнее название в честь преподобного Александра Смита.
Александрия — один из крупнейших заготовителей цикория в ЮАР. Также город известен производством ананасов и молочной продукции. В состав городской территории входит Государственный лес Александрия (неофициальное название Ланхебос, «длинный лес» на африкаанс) — узкая полоса лесной растительности на границе с дюнами. Расположенный рядом природный заповедник Вуди-Кейп, простирающийся от устья реки Сандейс до устья Бушменской реки, включает дюны и лес; он был включён в состав национального парка Эддо-Элефант.